# Pearl en Hermes Atol
Pearl en Hermes Atol, ook wel in het Hawaïaans Holoikauaua ("het dier dat op een hond lijkt en in het ruwe water zwemt" oftewel de Hawaïaanse monniksrob) genoemd, maakt deel uit van het Papahānaumokuākea Marine National Monument in de keten van Hawaïaanse eilanden in de noordelijke Stille Oceaan.
De landoppervlakte is 0,36 km² en de oppervlakte van het omringende rif is 320 km². Het atol is genoemd naar twee Engelse walvisvaarders, de Pearl en de Hermes, die hier in 1822 schipbreuk hebben geleden. Er is een lagune omringd door een paar kleine zandige eilanden en een koraalrif. Er is geen vegetatie op de eilanden, met uitzondering van verschillende soorten grassen.
Het atol was enige tijd belangrijk voor de parelhandel. In 1927 viste kapitein William Greig Anderson naar tonijn en ontdekte daarbij pareloesters in de lagune. De parelhandel duurde echter maar een paar jaar. De regering van Hawaï koos ervoor alle commerciële activiteiten op het atol te stoppen en verklaarde het gebied tot vogelreservaat.
In juni 2006 werd door George W. Bush het atol en alle andere delen van de noordwestelijke Hawaïaanse eilanden tot het Northwestern Hawaiian Islands National Monument samengevoegd.
De bedreigde Laysanvink werd op het atol geïntroduceerd om nog een populatie van deze vogels te verkrijgen in het geval dat een orkaan, ziekte, of introductie van ratten de populatie op het eiland Laysan zou vernietigen.